# زنگوله گوزن
زنگولهٔ گوزن، زنگولهٔ آهو یا لو لینگ (به چینی: 鹿铃)، نام فیلم انیمیشن رنگی کوتاهی به مدت ۲۰ دقیقه است که توسط استودیو پویانمایی شانگهای در ۱۹۸۲ در چین ساخته‌شد.

## داستان
بچه‌گوزنی در کنار آبگیری مشغول جست و خیز است که مورد حملهٔ عقابی قرار می‌گیرد. پدر و مادرش که در کنار او هستند عقاب را می‌رانند، اما بچه گوزن به درون جنگل می‌گریزد و به‌دلیل زخمش از پای می‌افتد. دختر کوچکی که همراه با پدربزرگش در کوهستانی نزدیک مشغول جمع‌آوری گیاهان کوهی است متوجهٔ عقاب شده و به درون جنگل می‌دود. او و پدربزرگش بچه گوزن زخمی را به خانه‌شان آورده و به مراقبت از او می‌پردازند. دخترک با استفاده از زنگوله‌ای موفق به برقراری ارتباط با بچه گوزن شده و ارتباط عمیقی بین آن دو شکل می‌گیرد. مدتی می‌گذرد و بچه گوزن بزرگتر شده و شاخ‌هایش نمایان می‌شوند. یک روز که او همراه با دخترک به جنگل رفته‌اند عقابی را در آسمان دیده و با یادآوری حملهٔ عقاب، وحشتزده فرار می‌کند. دخترک به‌دنبال او می‌دود اما افتاده و پایش ضرب می‌بیند. بچه گوزن که صدای زنگولهٔ دخترک را می‌شنود بازمی‌گردد.
دختر ناچار به استراحت است پس بچه گوزن که پیشتر با او به بازار رفته بود، سبد دخترک را برداشته و پیش قصاب می‌رود. قصاب که تعجب کرده گوشتی را درون سبد گذاشته و گوزن بازمی‌گردد. با خوب‌شدن دختر، او همراه با پدربزرگ و بچه گوزن برای جمع‌آوری گیاهان کوهی بار دیگر به کوهستان می‌روند. بچه گوزن در آنجا با پدر و مادرش روبه‌رو شده و می‌خواهد همراه آنان برود، اما وقتی ناراحتی دختر را می‌بید بازمی‌گردد. پدربزرگ نوه‌اش را دلداری داده و می‌گوید که بچه گوزن باید با پدر و مادر خودش باشد. پس دختر زنگوله‌اش را به گردن بچه گوزن می‌بندد و او همراه با پدر و مادرش در جنگل ناپدید می‌شود.

## عوامل تولید
برخی از دست‌اندرکاران تولید این انیمیشن کوتاه عبارتند از:
- نویسنده: سانگ هو
- کارگردان: تانگ چنگ، وو چیانگ
- طراحی گرافیک: چنگ شی‌فا
- طراحی پس‌زمینه: فانگ جی‌جونگ، فانگ پنگ نیان
- انیماتور: چانگ گوانگ‌شی، لو چینگ، وو می‌کون، پان جی‌یائو، هوانگ وی، فو پی‌چینگ، یوان سوچین، سائو جنگ‌هونگ
- موسیقی: وو یینگ‌جو

## جوایز
- ۱۹۸۳ – دریافت جایزهٔ بهترین فیلم از وزارت فرهنگ چین[۲]
- ۱۹۸۳ – برندهٔ جایزهٔ بهترین فیلم پویانمایی از سومین دورهٔ جوایز خروس طلایی، چین[۲]
- ۱۹۸۳ – برندهٔ جایزهٔ ویژهٔ بهترین کارتون از سیزدهمین جشنواره بین‌المللی فیلم مسکو[۲]